# Silvania

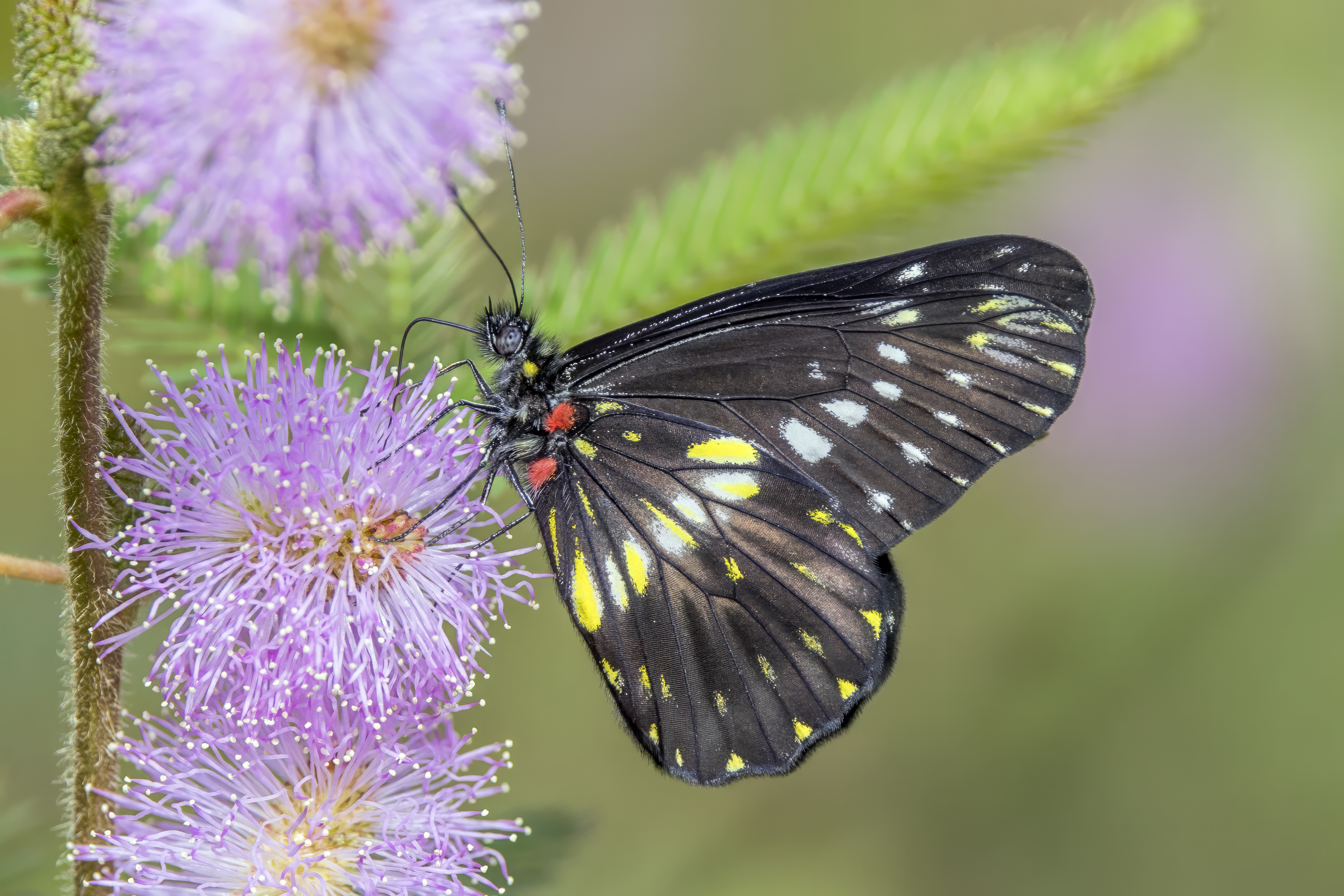
Catasticta flisa postaurea, sous-espèce des Catasticta, posé sur une fleur de sensitive, à Silvania. Juillet 2023.

Silvania est une municipalité située dans le département de Cundinamarca, en Colombie.